# Classe Dabur
La classe Dabur è una classe di motovedette di progettazione israeliana, composta da 34 unità costruite nei primi anni 1970.
Realizzate in parte in cantieri statunitensi e in parte in cantieri israeliani, le unità sono state impiegate intensamente dalla Heil HaYam HaYisraeli in missioni di pattugliamento costiero durante gli scontri della guerra del Kippur e per contrastare infiltrazioni terroristiche dal mare. Le unità della classe sono state completamente radiate dai ranghi della Marina israeliana entro il 2016, ma vari esemplari di seconda mano sono stati venduti all'estero e acquistati dalle forze navali di Argentina, Cile, Figi e Nicaragua presso le quali sono ancora in servizio.

## Caratteristiche

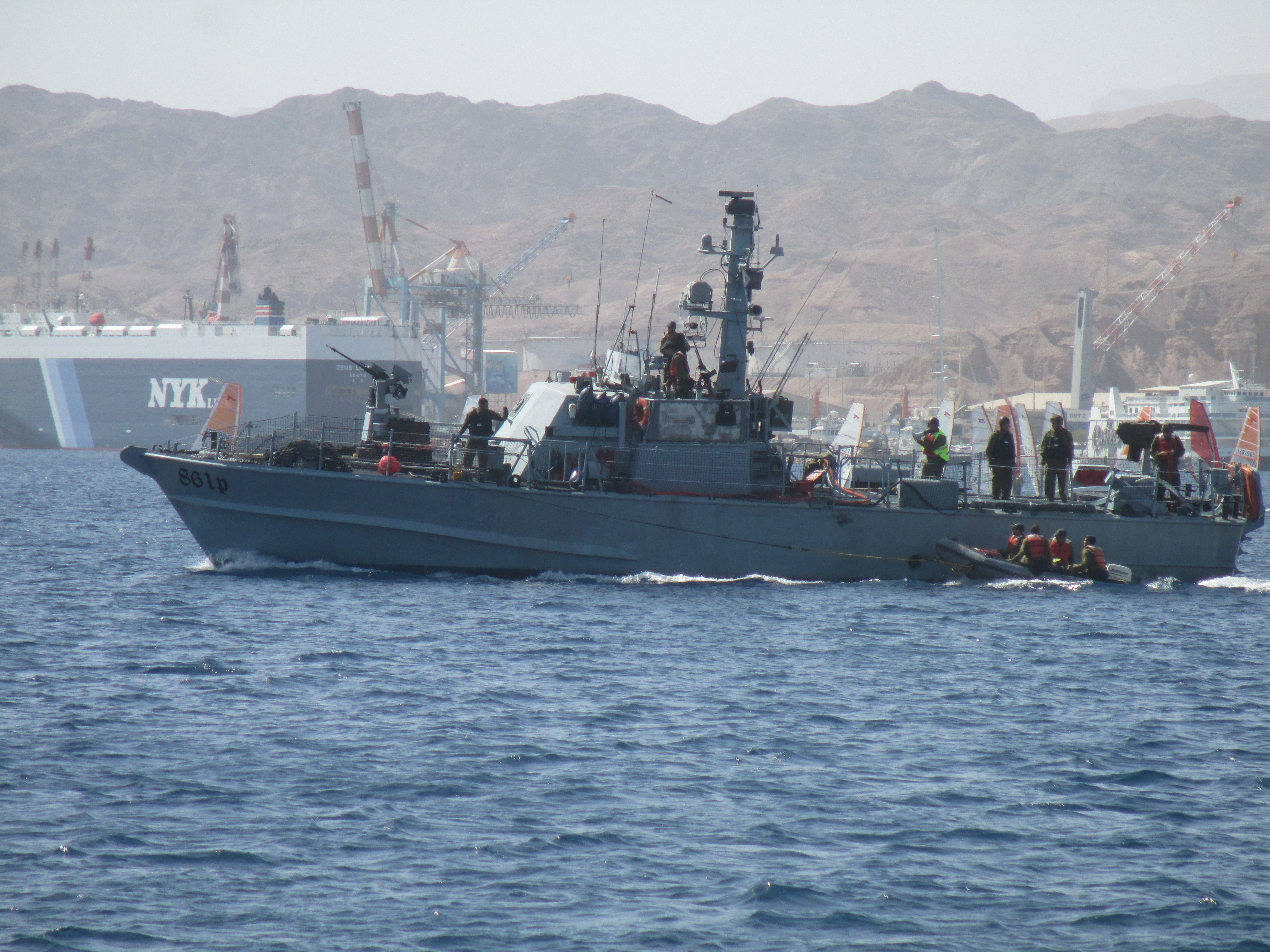
Una Dabur israeliana fotografata nel 2015 nel golfo di Eilat

Le prime unità della classe vennero impostate nel 1970, con la costruzione di dodici scafi affidata ai cantieri della ditta statunitense Swiftships di Morgan City in Louisiana e quella di altre 22 unità ai cantieri della ditta israeliana IAI-Ramta di Be'er Sheva, per un totale di 34 navi. Le unità della classe furono progettate per essere leggere e in grado di essere trasportate via terra; le imbarcazioni avevano una buona capacità di tenuta del mare anche in caso di maltempo, tuttavia non vennero considerate abbastanza veloci per far fronte alle minacce più recenti e sono state gradualmente radiate dalla Marina israeliana in favore di nuove navi.
Le Dabur presentano un dislocamento standard di 35 tonnellate, che salgono a 45 tonnellate con le unità a pieno carico. Lo scafo, completamente realizzato in alluminio, ha una lunghezza fuori tutto di 19,8 metri, una larghezza massima di 5,8 metri e un pescaggio di 1,8 metri; l'equipaggio varia tra sei e otto tra ufficiali e marinai.
Il sistema propulsivo si basa su due motori diesel 12V71TN della General Motors, capaci di una potenza di 2 400 hp (1 800 kW) e azionanti altrettanti alberi motore. Il sistema garantisce una velocità massima di 29 nodi e una velocità di crociera di 21 nodi; l'autonomia alla velocità massima si aggira sulle 540 miglia, mentre sale a 560 miglia alla velocità di crociera.
L'armamento di base delle Dabur consiste in due mitragliere da 20 mm Oerlikon poste in impianti singoli a prua e poppa, e due mitragliatrici da 12,7 mm. Le unità hanno la predisposizione per installare a bordo due tubi lanciasiluri per armi anti-sommergibili da 324 mm Mk 46, e vi è inoltre lo spazio per l'imbarco di due rastrelliere per bombe di profondità; alcune unità hanno imbarcato inoltre dei cannoni senza rinculo Carl Gustav per l'impiego contro bersagli a terra

## Utilizzatori

### Attuali
- Armada de la República Argentina: quattro unità ex israeliane acquistate nel 1978[2][5].

- Armada de Chile: sei unità ex israeliane acquistate nel 1991, altre quattro acquistate nel 1995[2][5].

- Republic of Fiji Navy: quattro unità ex israeliane acquistate nel 1991[2][5].

- Fuerza Naval del Ejército de Nicaragua: quattro unità ex israeliane acquistate nel 1978, altre tre acquistate nel 1996[2][5].

### Passati
- Heil HaYam HaYisraeli: 34 unità entrate in servizio tra il 1973 e il 1977. Impiegate operativamente nel corso della guerra del Kippur dell'ottobre 1973 per respingere le incursioni delle forze speciali egiziane contro le postazioni costiere israeliane nella penisola del Sinai, e negli anni 1980 per impedire infiltrazioni terroristiche lungo le coste nazionali[1]; le ultime unità in servizio sono state radiate nel 2016 in favore delle nuove unità classe Super Dvora MkIII[6].

- Forze Libanesi: cinque unità ex israeliane cedute nel 1976 per essere impiegate dalle forze alleate cristiano-maronite durante gli eventi della guerra civile in Libano, restituite a Israele nel 1990[7][8].